# Hora-persona
Una hora-persona o hora-home és la quantitat de treball realitzat per un treballador mitjà durant una hora. S'utilitza per a estimar el temps de treball ininterromput necessari per realitzar una tasca o fabricar un producte. La unitat "hora-persona" no té en compte les pauses de descans, alimentació, vacances, etc. tan sols treball continu. Així doncs, els directius i tècnics hi sumen el temps no productiu per poder estimar el temps total necessari per acabar la tasca.

## Unitats similars
S'aplica un concepte familiar en dies-persona o fins i tot anys-persona per a projectes molt llargs. Això presenta la dificultat que el nombre d'hores treballades varia en gran manera en funció del lloc de treball, les diverses cultures i sistemes econòmics. Així, partint d'un informe de l'OCDE del 2007, un treballador treballa de mitjana anualment 1389 hores als Països Baixos però 2316 hores a Corea del Sud.